# MOKURI project
『MOKURI project』（モクリプロジェクト）は、VR発のキャラクター「モクリ」を中心としたキャラクタープロジェクト。

## 概要
2018年にVR法人HIKKYのアートディレクター・さわえみかが企画原案、漫画家のつくしあきひとがキャラクター原案を担当し、プロジェクトを立ち上げる。改変可能なアバター用3Dモデル「レッサーモクリ」の作成、配布を発表した。
2019年から福原慶匡が統括プロデューサーとして参加。アニメ化を目指し、監督に久保田雄大を迎え、3DCGアニメーションを制作する「Root Sutdio」を設立。福原は「製作委員会形式でない「アニメ制作の新しいカタチ」」を掲げ、クラウドファンディングによる支援を募っている。支援者発の二次創作や設定、キャラクター、およびオンライン制作会議でのアイディアや意見などを積極的に採用していき「皆で創るアニメ作品」として制作することに挑戦していく。

## 世界観・あらすじ
人見知りでモノづくりが大好きな獣人「モクリ」と、不思議な生き物「ノイノイ」のコンビが、ある目的のために世界を旅する。

## 登場人物
モクリ
声 小倉唯
本作の主人公。ノイノイの背中に建てた住居兼工房でモノづくり稼業をしながら世界を旅していく。昆虫食の癖がある。
ノイノイ
声 - 神谷浩史
山羊のような姿をした、年老いた白くて太った巨大な生き物。モクリが気球を装着させたことにより飛行可能となる。
ペチカ
声 - 鈴木南名子
モクリの旅先に現れる記者。
ヘッジ
声 - 榎木淳弥
旅先で出会った弦楽器の演奏者。
フューラ
声 - 清都ありさ
ヘッジの仲間の笛の演奏者。モクリの発明品を気に入る。
シュラム
声 - 浜添伸也
ノイノイと知り合いの漁師。
錬成将軍ダオタオ
声 - 井上和彦
皇帝グラヴ
声 - 佐倉綾音

## アニメ
2020年4月にショートフィルムを公開。2023年にアニメ化を目指していたが、公開は未定。

### Webアニメ
『MOKURI』ショートフィルムが2020年4月26日よりYouTubeにて配信中。

#### スタッフ
- 企画原案・企画制作 - さわえみか[4]
- キャラクター原案 - つくしあきひと[4]
- エグゼクティブプロデューサー - 舟越靖[4]
- CGプロデューサー・テクニカルディレクター - 野澤徹也[4]
- 統括プロデューサー・脚本・音響監督 - 福原慶匡[4]
- 監督 - 久保田雄大[3]

## マンガ動画
2021年1月8日から14日まで広報用Twitterに掲載されていたMOKURIまんが『MOKURI〜ア・ピアチュール音楽祭〜』が、ボイスコミックとして同年6月22日よりYouTubeにて公開。第2弾、第3弾までの制作が決定しており、順次2021年内での公開を予定していたが、以降の公開は未定。

## イベント
株式会社HIKKY主催のイベント・バーチャルマーケットに2020年より出典している。他、HIKKY主催のComicVket、MusicVket、VketMallにも出展。

## アプリ
- もくもくモクリすたんぷ - LINEスタンプ

2020年4月13日発売。
- AR SQUARE

ソフトバンクのARアプリ。2020年4月30日よりモクリとペチカが登場。モクリ役・小倉唯の録り下ろし音声も収録している。なお、AR SQUAREでのMOKURI projectのサービスは現在行われていない。